# Landbouwbelang (bedrijf)
Landbouwbelang is de naam van een coöperatieve agrarische in- en verkoopvereniging die in 1914 werd opgericht als "Vereeniging Landbouwbelang", zijnde de Aan- en verkoopvereeniging van den Limburgschen land- en tuinbouwbond (LLTB). Het bedrijf is gevestigd te Roermond.
De Christelijke Limburgsche Boerenbond startte in 1892 met de oprichting van de Coöperatieve Zuivelfabriek te Tungelroy. Ook werd toen reeds een Commissie van Aankoop in het leven geroepen, die (kunst-)meststoffen (zoals Thomasslakkenmeel) en zaaigoed in- en verkocht, en vanaf 1909 ook veevoeders.
De Limburgse Land- en Tuinbouwbond (LLTB) ontstond in 1901 uit een fusie van de Maatschappij van Landbouw en de Christelijke Limburgse Boerenbond. Aanvankelijk heette zij: Limburgsche Landbouwbond. Tuinbouw werd later toegevoegd.
Weldra brak de Eerste Wereldoorlog uit, en werd men geconfronteerd met schaarste op het terrein van kunstmest en veevoeders. Er was sprake van door de regering opgelegde rantsoenering ("distributie"), waarin de aan- en verkoopvereniging een belangrijke rol speelde. In 1919 werden de rantsoeneringsmaatregelen opgeheven.
In 1921 werden silo's te Weert aangekocht, gelegen aan de Zuid-Willemsvaart. Kunstmest, veevoeder en graan konden toen goedkoop worden aangevoerd. Deze opslag werd in 1929 aanzienlijk uitgebreid, tot een opslagcapaciteit van 1800 ton graan, 1500 ton kunstmest en een pakhuis voor veevoeder. Graan en veekoeken werden te Weert tot mengvoeders verwerkt.
In 1923 werd een opslag- en overslagplaats voor kunstmest en veevoeder te Wanssum gevestigd. In 1925 werd de handel in pootaardappelen opgevat. In 1928 werden ook in Maastricht silo's gehuurd. De totale omzet bedroeg in 1929 ongeveer 10.000 wagons. Hierna liep, door de landbouwcrisis, de omzet terug.
In 1930 werd te Beringe een kunstmest- en graansilocomplex aan de Noordervaart in gebruik genomen. Ook in 1930 werd te Roermond een loods voor zaai- en pootgoed in gebruik genomen. In 1937 werd te Wanssum een nieuwe haven aangelegd en werd een zeer groot opslagcomplex aangelegd voor kunstmest en granen. In Sevenum werd een strohandel overgenomen.
In 1939 werd begonnen met de bouw van een nieuwe silo annex mengvoederfabriek in Maastricht. Spoedig echter brak de Tweede Wereldoorlog uit en in bezettingstijd werd Landbouwbelang losgekoppeld van de LLTB, en werd Coöperatieve Centrale Vereeniging Landbouwbelang g.a. genaamd, om na de bevrijding, in 1945, haar oude naam weer te herkrijgen. Het bedrijf in Wanssum werd echter in 1944 door de bezetter opgeblazen, en het bedrijf in Roermond liep schade op ten gevolge van een bombardement.
In 1949 werd te Swalmen het bedrijf Covelt opgericht, dat fruit verwerkte. In 1960 werd een nieuwe fabriek in Maasbracht gebouwd en in 1963 startte de distributie van mengvoeders terwijl in 1964 al 325 kton mengvoeder werd geproduceerd, waarvan 135 kton in de eigen fabriek en 190 kton door zelfmengende leden. In 1974 was de hoeveelheid al gestegen tot 500 kton. In 1967 werd de organisatie Cofok opgericht, die zich met de varkenshouderij bezighield.
In 1979 werd te Ittervoort een bedrijf voor stalinrichting opgezet, dat in 1985 alweer werd verkocht. In 1988 bereikte de mengvoedeproductie, inclusief zelfmengers, met 1.100 kton een maximum. Daarna nam de mengvoederproductie af. In 1991 werd besloten om de mengvoederproductie te concentreren in Wanssum en Maasbracht. In Wanssum werd in 1993 een nieuwe fabriek gebouwd. In 1999 betrof de mengvoederproductie nog 565 kton.
In 2000 vond een fusie plaats tussen Landbouwbelang en CHV tot Cehave Landbouwbelang (CHV LBB). Dit bedrijf fuseerde op zijn beurt in 2011 met Agrifirm, wat de naam werd van het gehele bedrijf.